# Montone (araldica)
In araldica il montone, maschio della pecora, simboleggia forza, sfida e tenacia. Il montone è detto anche becco e si ritiene che sia questo il motivo per cui molte famiglie di nome Martino lo utilizzano come arma (è chiaro il riferimento a San Martino, patrono degli sfortunati in amore). Benché sia distinto dall'ariete, che è il maschio della capra, in araldica e nella mitologia di numerosi popoli ariete e montone spesso vengono fusi nella stessa figura.
Il montone è presente al centro dello stemma del Valdimontone, contrada di Siena di cui è il simbolo.

## Posizione araldica ordinaria
Il montone si rappresenta passante, con le corna che scendono ricurve in avanti verso le orecchie, lateralmente alla tempia, e senza coda.

## Attributi araldici
- Armato o cornato quando ha le corna di un diverso smalto
- Collarinato quando ha un collare di diverso smalto
- Coricato o, meglio, accovacciato o riposato, quando è per terra con la testa levata
- Corrente
- Fermo
- Pascente se pascola
- Saliente quando è in posizione rampante; se sono due affrontati, si dicono controsalienti
- Slanciato se rappresentato mentre salta
- Squillante (o squillato) o clarinato quando ha un campanello al collo
- Unghiato o zoccolato quando ha gli zoccoli di un diverso smalto

## Galleria d'immagini

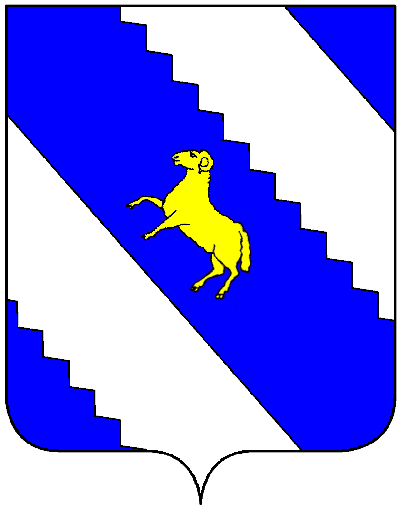
Montone saliente tra le bande (stemma della famiglia Bellet de Tavernaux)
Di rosso al montone saliente d'argento (comune di Montone)
Di rosso, al montone fermo d'argento, coronato d'oro, sormontato da tre stelle dello stesso, ordinate in fascia nel capo (Bargemon, Francia)